# Stanisława Zacharko
Stanisława Zacharko (ur. 24 listopada 1958 w Przemyślu) – polska artystka fotograf, historyk sztuki, krytyk sztuki. Dyrektor Biura Wystaw Artystycznych w Kielcach. Członkini Ogólnopolskiego Stowarzyszenia Twórców Wiklina. Członkini Stowarzyszenia Historyków Sztuki. Wiceprezes Zarządu Fundacji im. Kieleckiej Szkoły Krajobrazu.

## Życiorys
Stanisława Zacharko absolwentka Uniwersytetu Jagiellońskiego (historia sztuki 1977–1985), związana ze świętokrzyskim środowiskiem fotograficznym, od 1977 mieszka w Bolestraszycach – od 1985 pracuje w Biurze Wystaw Artystycznych w Kielcach. Współpracowała z miesięcznikiem kulturalnym Teraz oraz kwartalnikiem artystycznym Format (jako krytyk sztuki). W 1996 została kierownikiem galerii kieleckiego BWA, od 2012 pracuje na stanowisku dyrektora BWA w Kielcach. W 2004 ukończyła studia podyplomowe (zarządzanie kulturą – Instytut Spraw Publicznych Uniwersytetu Jagiellońskiego). Od 2003 do 2009 prowadziła zajęcia z marketingu sztuki w ówczesnym Instytucie Sztuk Pięknych Akademii Świętokrzyskiej – obecnym Uniwersytecie Jana Kochanowskiego w Kielcach. 
Stanisława Zacharko jest kuratorem wielu wystaw indywidualnych i zbiorowych, jest autorką wielu opracowań artystycznych (m.in. wstępów do katalogów wystaw sztuki współczesnej). Jest autorką i współautorką wielu wystaw fotograficznych; indywidualnych, zbiorowych oraz pokonkursowych – na których otrzymała wiele akceptacji, nagród, wyróżnień, dyplomów, listów gratulacyjnych. W 2005 została przyjęta w poczet członków Okręgu Świętokrzyskiego Związku Polskich Artystów Fotografików (legitymacja nr 921). Usunięta z listy członków ZPAF w 2023.  
W 2006 za twórczość fotograficzną i pracę na rzecz kultury została uhonorowana Nagrodą Miasta Kielce III stopnia oraz w 2010 Nagrodą Prezydenta Miasta Kielc. 

## Odznaczenia
- Srebrny Krzyż Zasługi[3]
- Brązowy Medal „Zasłużony Kulturze Gloria Artis” (2015)[21][22]
- Złoty Medal „Zasłużony Kulturze Gloria Artis” (2024)